# Fquih Mohammed Ghazi

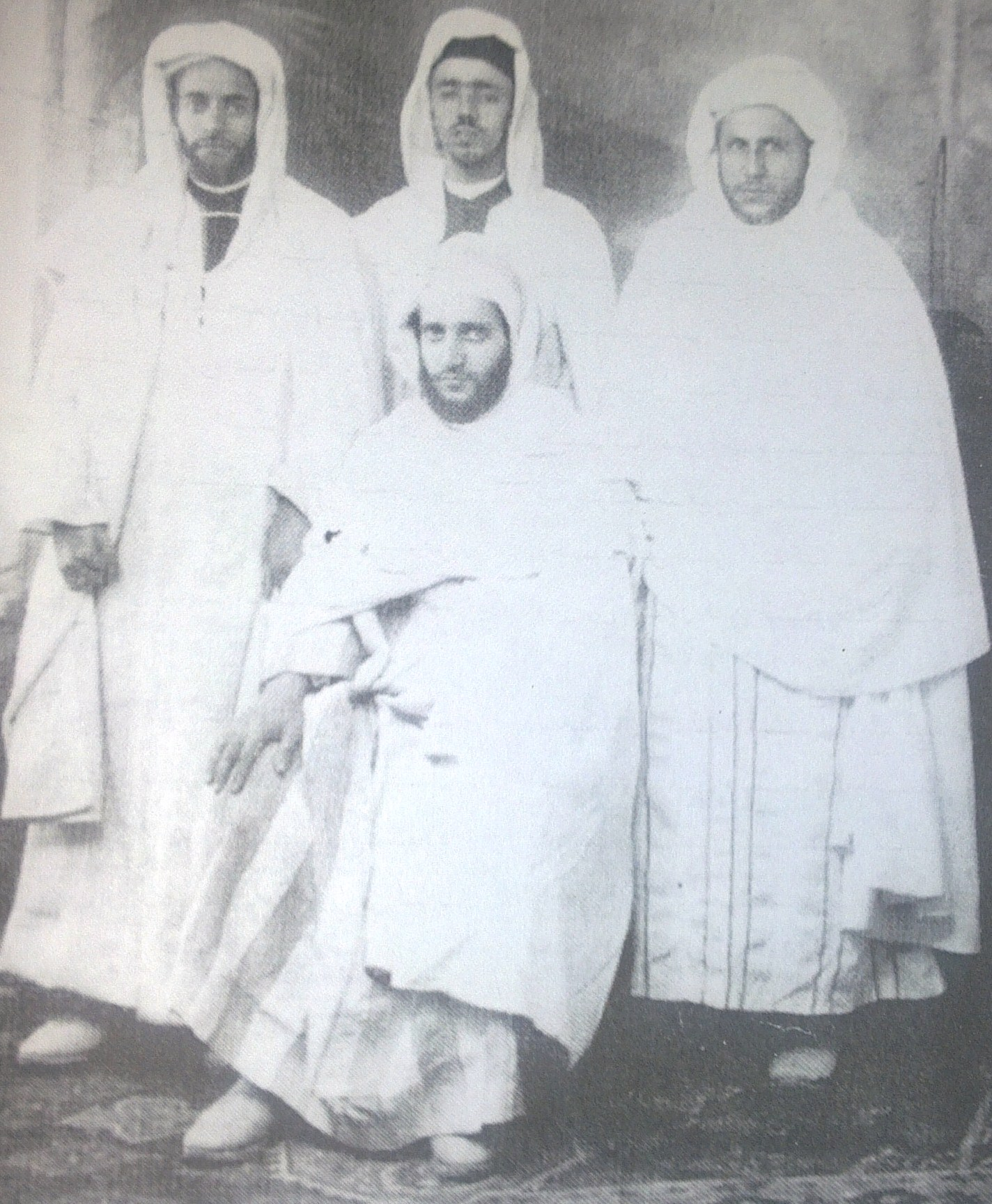
Istiqlal: Mohamed Ghazi sitzend, 2. Reihe: von links nach rechts: Abdelaziz Bendriss, Boubker El Kadiri sowie Hadj Ahmed Cherkaoui

Fquih Mohammed Ghazi (arabisch الفقيه محمد غازي, DMG al-Faqīh Muḥammad Ġāzī; * 1895 in Meknès; † 20. Jahrhundert oder 21. Jahrhundert) war ein marokkanischer Lehrer, Gründungsmitglied der Istiqlal und Diplomat.

## Werdegang
Mohamed Ghazi studierte an der Universität al-Qarawīyīn in Fès.
1921 gründeten vier Kaufleute, darunter Ahmed Mekouar, in Fés die École Libre Naciri – eine weiterführende Schule des sekundären Bildungsbereichs, die zur Hochschulreife führte – und bestellten Mohamed Ghazi zum Rektor.
Die Schule wurde nach Mohamed El-Mekki Naciri, dem Sohn einer einflussreichen Fassi-Familie aus Salé, benannt. Freie Schulen in Fés waren die Naciri- und die Najah-Schule, welche durch die Oligarchie von Fés gegründet wurden. Bis in das 18. Jahrhundert gliederte sich die Oligarchie von Fés in drei Gruppen, die in der Medina von Fés nebeneinander existierten: Shorfa, Andalusier und Beldyin.
Die Schule vermittelte dank der Anzahl ihrer Lehrer und ihres Lehrplans ein relativ hohes Bildungsniveau. Zum Lehrkörper gehörten Allal el-Fassi, Mokhtar Soussi, Abdelaziz Bendriss, Seddik Alaoui, Mdini Alaoui und Brahim Kettani – Ghazis Kommilitonen an der Universität al-Qarawīyīn. Die politischen Forderungen dieser jungen Männer rührten aus ihrem Status als Studenten. Die Olba (Studentenschaft der Universität al-Qarawīyīn) engagierte sich für die Reform der Universität und das Recht der College-Studenten, das Baccalauréat zu erlangen und ihr Studium in Frankreich fortzusetzen.
1927 erkannten die französischen Protektoratsbehörden den emanzipatorischen Charakter der École Libre Naciri. Sie verfügten, dass Mohamed Ghazi seinen Wohnsitz in Casablanca zu nehmen habe und schlossen die Schule.
In Casablanca residierte zu dieser Zeit Mohammed V. Hier hielt sich Ghazi noch am 8. November 1942 auf, als mit der Operation Torch die Alliierten landeten. Mit Mohammed El Fasi, einem Lehrer von Hassan II., sah er in der Landung der Alliierten eine Möglichkeit der Befreiung, da den französischen Fliegern im Waffenstillstandsvertrag die Flugzeuge genommen worden waren.
An Maulid an-Nabī 1959 empfing Mohammed V. in Tanger eine Delegation der Partei Istiqlal, die sich etwas wünschen durfte. Die Delegation wurde von Allal El Fassi, dem Gründer der Partei, geleitet. Mitglieder der Delegation waren Fquih Ghazi, Omar Ben Abdeljalil, Mohamed Ben Chekroun und Hachmi Filali.
Vom 27. April 1957 bis 1961 war er der erste marokkanische Botschafter in Dschidda.